# Erica thamnoides
Erica thamnoides är en ljungväxtart som beskrevs av E.G.H. Oliver. Erica thamnoides ingår i släktet klockljungssläktet, och familjen ljungväxter. Inga underarter finns listade i Catalogue of Life.